# Новогусаровский сельский совет
Новогусаровский сельский совет — входит в состав Балаклейского района Харьковской области Украины.
Административный центр сельского совета находится в селе Новая Гусаровка.

## История
- 1921 — дата образования.

## Населённые пункты совета
- село Новая Гусаровка
- село Байрак
- село Щуровка